# Arthromastix
Arthromastix is een geslacht van vlinders van de familie van de grasmotten (Crambidae), uit de onderfamilie van de Spilomelinae. De wetenschappelijke naam en de beschrijving van dit geslacht zijn voor het eerst gepubliceerd in 1890 door William Warren.

## Soorten
- Arthromastix lauralis (Walker, 1859)
- Arthromastix pactolalis (Guenée, 1854)